# 赤毛

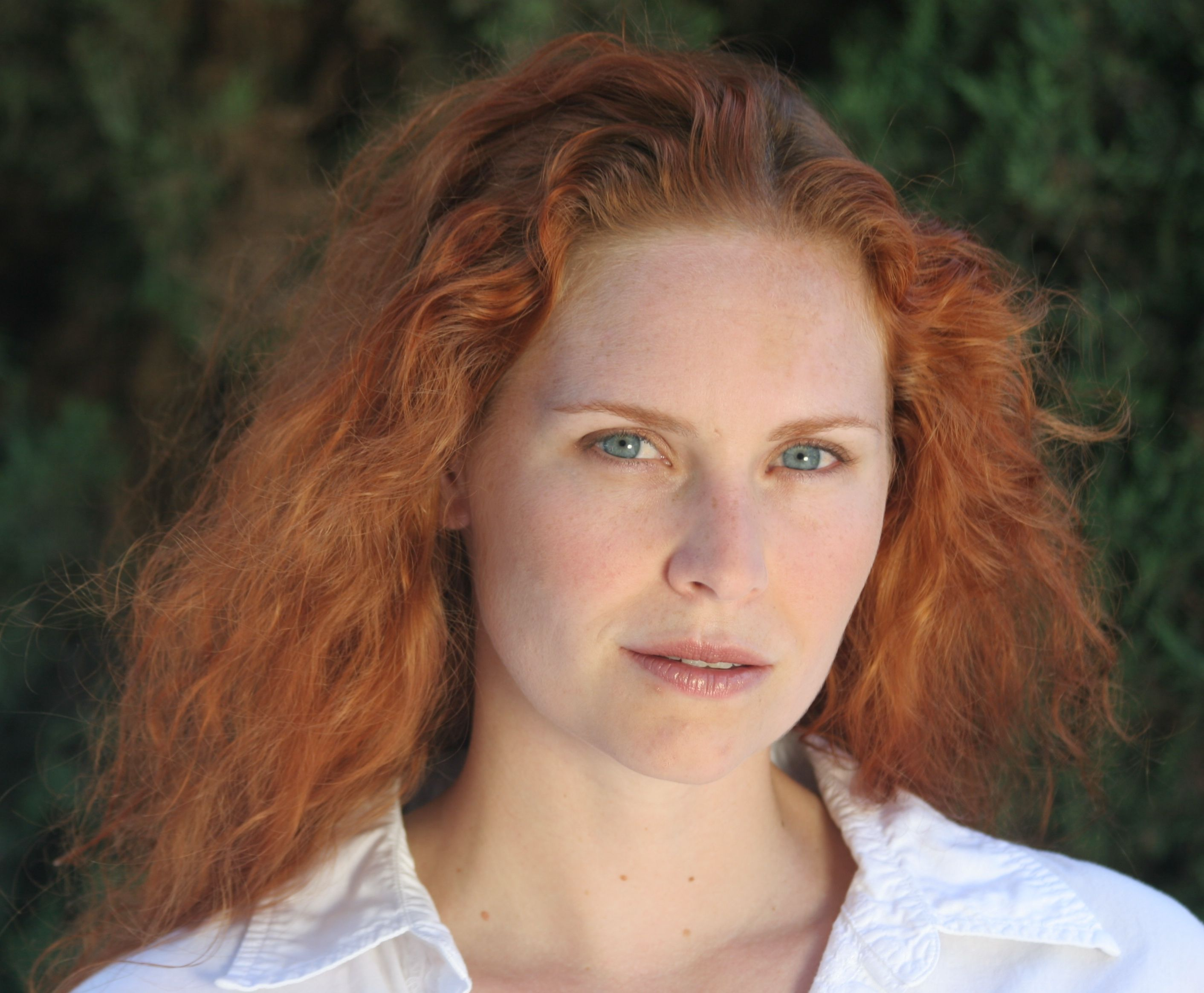
赤毛の女性

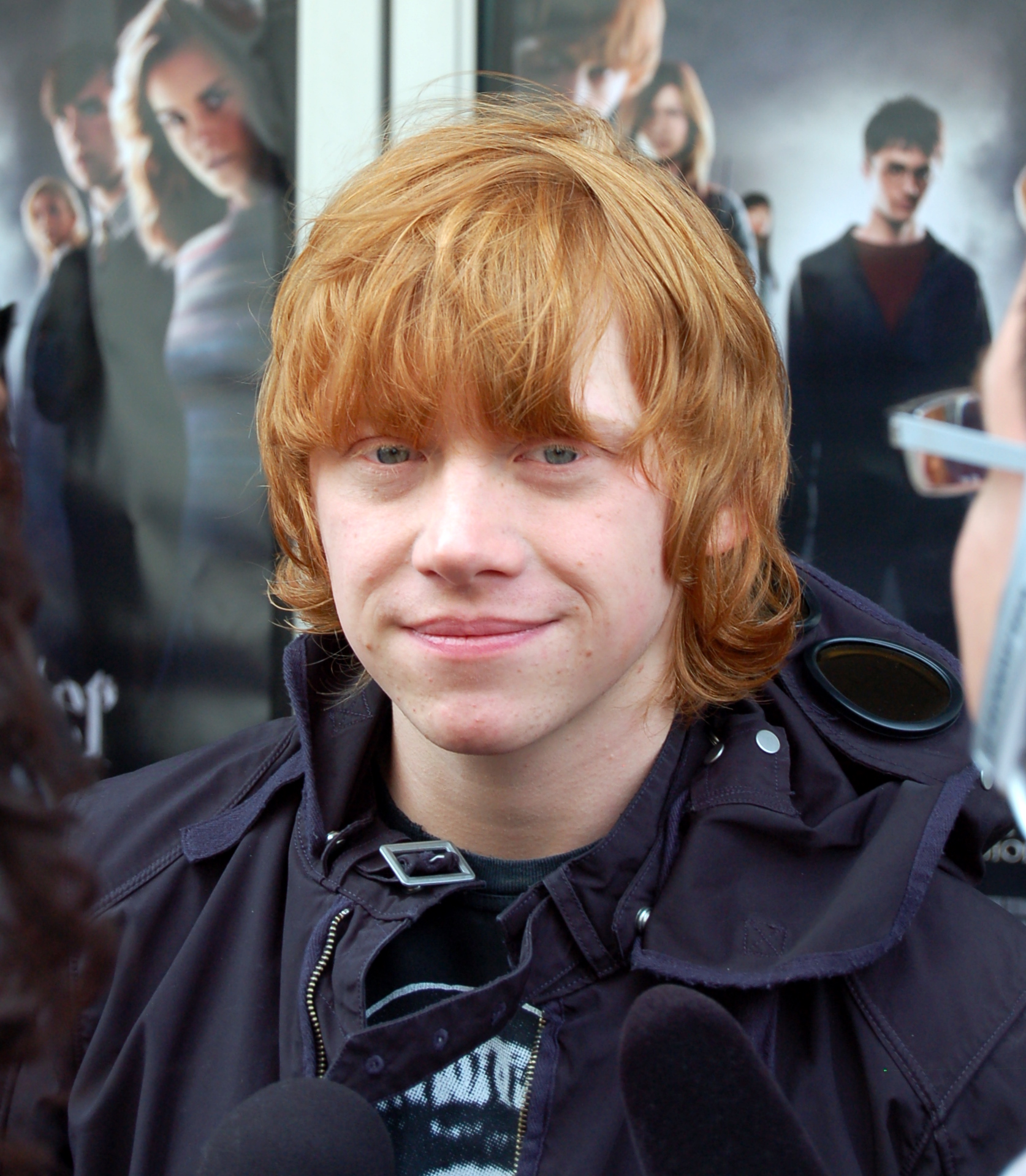
赤毛の俳優ルパート・グリント

赤毛（あかげ）、または赤髪（あかがみ）(英語: red hair, ginger hair) は、ヒトの人口の1〜2％で自然に見られ、北ヨーロッパまたは北西ヨーロッパ系の祖先を持つ人々の間では頻度が高く（2〜6％）、他の集団では頻度が低くなる。これは、MC1Rタンパク質の変化したバージョンを生成する16番染色体上の劣性対立遺伝子がホモ接合の個人に最も一般的である。
赤毛は、濃いバーガンディや明るい銅色、赤褐色から、バーントオレンジや赤橙色からストロベリーブロンドまで色合いが異なる。赤みを帯びた色素フェオメラニンが多く、濃い色素ユーメラニンが比較的少ないことが特徴で、肌の色が白く、目の色が薄く、そばかすや、紫外線に対する感受性が高いとされている。
赤毛に対する文化的反応は、嘲笑から賞賛までさまざまで、赤毛に関しては多くの一般的なステレオタイプが存在する。英語のredheadという言葉は、少なくとも1510年から使われている。

## 地理的分布

### 現代

#### 北および西ヨーロッパ
赤毛はヨーロッパの北部と西部の縁で最も一般的に見られる。ブリテン諸島を中心に分布し、特にケルト系民族と関連がある。
アイルランドは1人あたりの赤毛の人の数が世界で最も多く、赤毛の人の割合は約10％である。
イギリスも赤毛の人の割合が高い。スコットランドでは、人口の約6％が赤毛である。エディンバラでは世界で最も赤毛の人が集中しているため、「世界の赤毛の首都 (red head capital of the world)」となっている。1907年、50万人以上を対象にしたスコットランド史上最大規模の髪の色に関する調査では、スコットランド人の赤毛の割合は5.3％であることがわかった。1956年に行われたイギリス陸軍の新兵の髪の色に関する調査では、ウェールズとイングランド＝スコットランド国境でも赤毛の割合が高いことがわかった。

#### 東および南ヨーロッパ

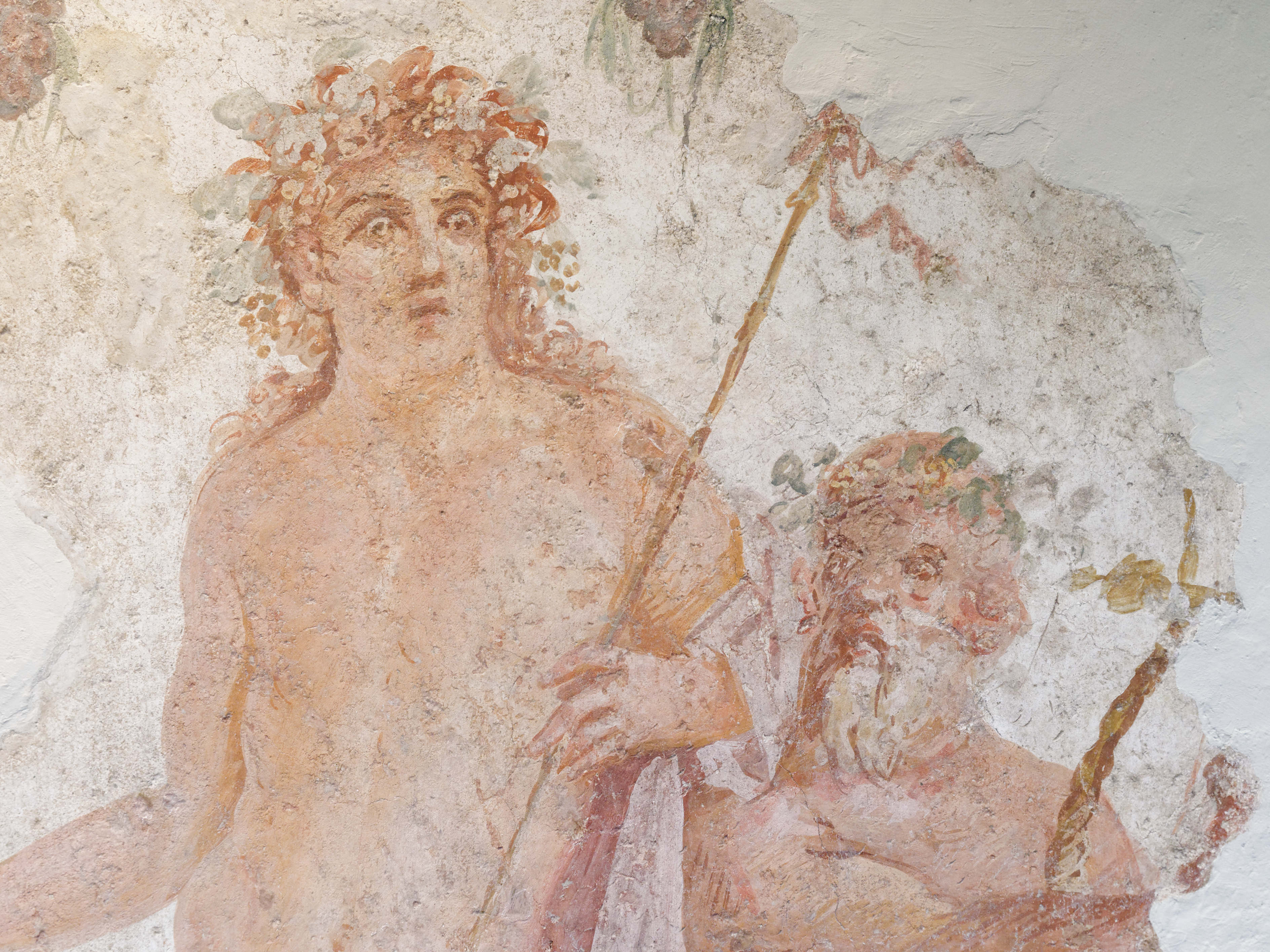
赤毛のバッカスを描いたローマのフレスコ画、ボスコレアーレ、紀元前30年頃

イタリアでは、赤毛は全人口の0.57％の頻度で見られ、国の異なる地域間で頻度にばらつきはない。サルデーニャでは、赤毛は人口の0.24％の頻度で見られる。ビクトリア朝時代の民族誌学者たちは、ロシアのヴォルガ地方のウドムルト人を「世界で最も赤毛の人が多い」と考えていた。ヴォルガ地方は今でも赤毛の人の割合が最も高い地域の1つである。
赤毛は、アシュケナジ系ユダヤ人の間でも見られる。1903年、ポーランドのユダヤ人の5.6％が赤毛だった。他の研究では、ユダヤ人女性全体の3.69％が赤毛であり、ユダヤ人男性全体の約10.9％が赤鬚を生やしていることが判明した。20世紀以前のヨーロッパの文化では、赤毛はしばしば典型的なユダヤ人の特徴として見られていた。スペイン異端審問では、赤毛の人はすべてユダヤ人と見なされていた。イタリアでは、赤毛はイタリアのユダヤ人と関係があり、イタリアやスペインの芸術では、ユダは伝統的に赤毛として描かれていた。赤毛はユダヤ人であるというステレオタイプは、東ヨーロッパとロシアの一部に残っている。

#### 北アフリカと地中海沿岸

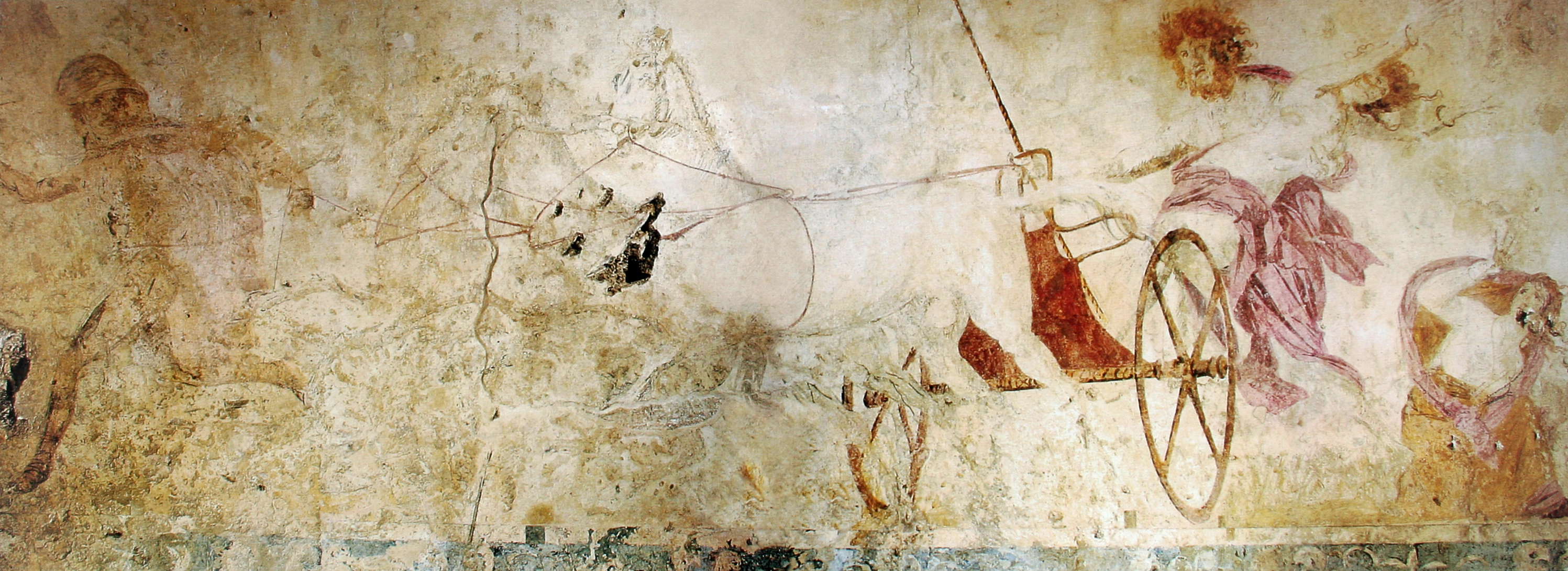
ペルセポネーを誘拐するハーデース、ギリシャのマケドニアのヴェルギナの小さな王家の墓にあるフレスコ画。紀元前340年頃

モロッコとアルジェリア北部のベルベル人には、赤毛の人がたまにいる。赤毛の頻度は、モロッコのリーフ人とアルジェリアのカビール人の間で特に顕著である。モロッコの王妃で、ムハンマド6世の妻ラーラ・サルマは赤毛である。アブド・アッラフマーン1世も赤毛で、彼の母親はキリスト教徒でベルベル人奴隷だった。

#### アジア（全域）

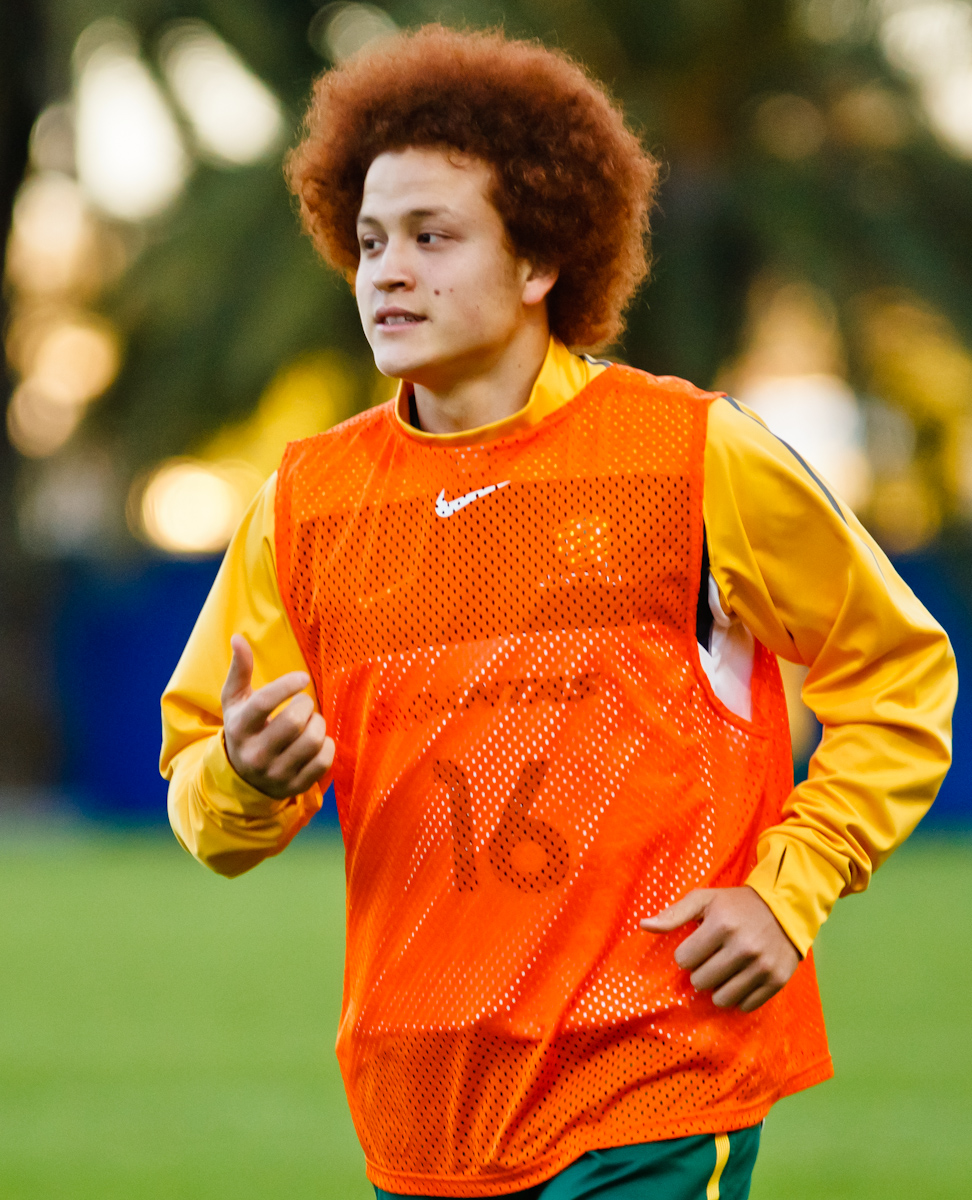
ムスタファ・アミニ、アフガニスタン出身のオーストラリア人サッカー選手

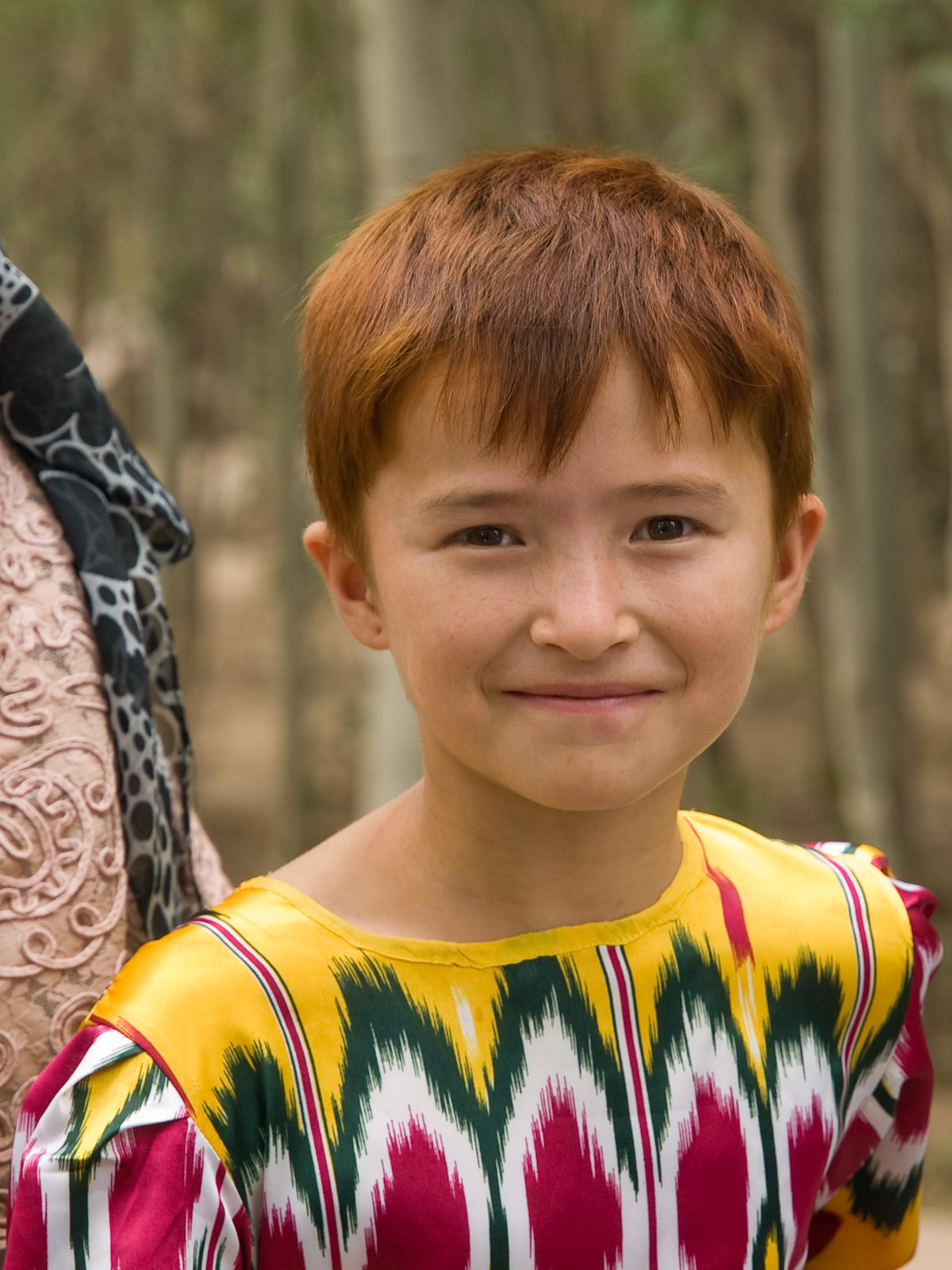
中国の新疆ウイグル自治区のカシュガルにいる、赤褐色の髪を持つウイグル人の少女

アジアでは、アラブ人、イラン人、モンゴル人、テュルク系の人々の一部に赤毛が見られる。
保存状態の優れた古代の人間の遺体が、アジア各地で発見されている。これらには、中国の新疆ウイグル自治区の有名なタリムのミイラが含まれており、その一部は赤や赤茶色の髪をしていた。南シベリアのハカス共和国にある鉄器時代の墓地から、保存された人間の毛髪のサンプルがいくつか出土している。毛髪のサンプルの多くは赤色をしており、墓地から出てきたある頭蓋骨には赤い口髭が保存されていた。イェニセイ・キルギスの人々は、中国の資料ではしばしば赤毛だと記述されていた。サカ、トハラ人、月氏など、アジアのいくつかの古代インド・ヨーロッパ系遊牧民文化には、赤毛の人が多かったと言われている。
中国の作家魏収は、魏書で、南部匈奴の首領劉淵の長い鬚は赤毛であると述べている。
初期のトルコ人の間では他にも赤毛の例がある。突厥可汗国の第三カガンの木汗可汗は、赤毛で青い目をしていると言われた。

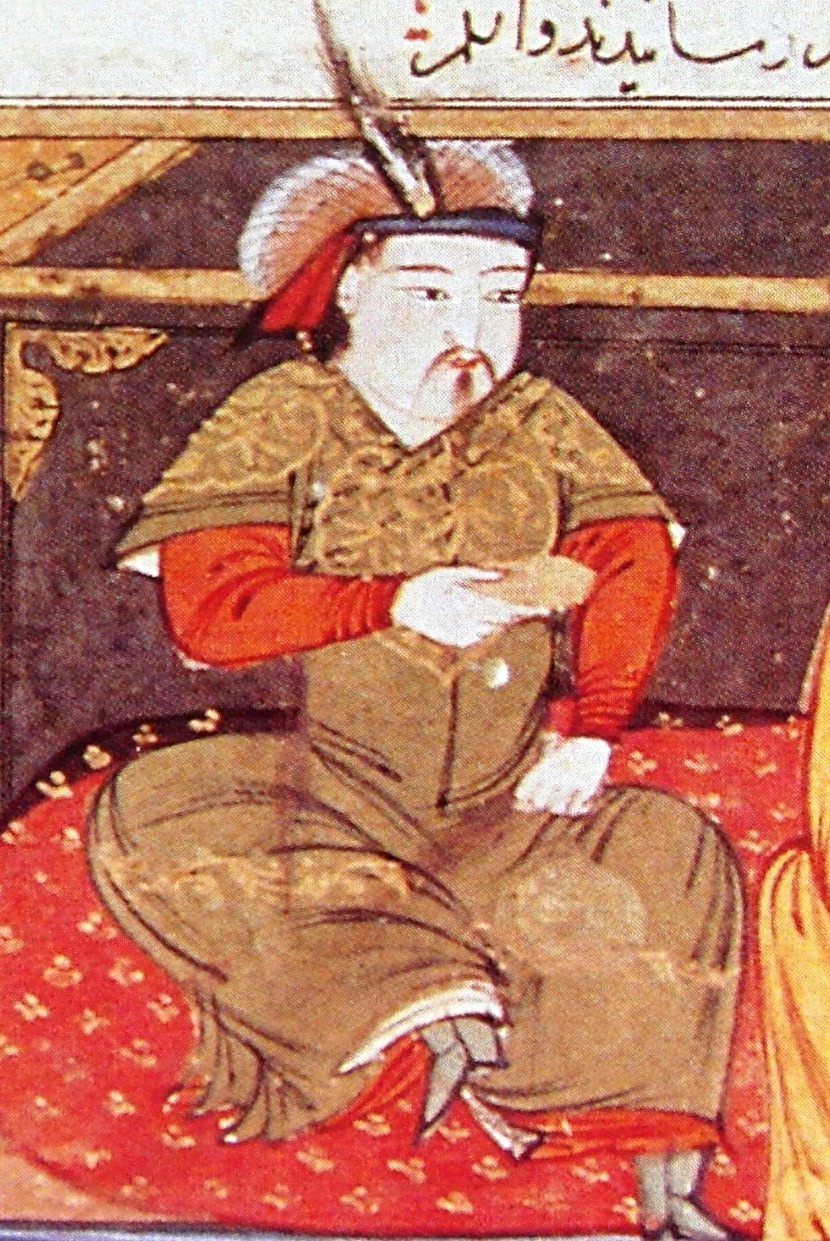
チンギス・カンの孫、フレグ

モンゴル帝国の創設に関わった人々の多くは赤毛だった。ガザン・ハンの後援の下でラシードゥッディーンが執筆したモンゴル・ペルシャ共同の『集史』では、チンギス・カンが赤毛だったと書かれている。また、チンギス・カンの男性系の祖先は赤毛であるとされ、その子孫であるオゴデイ、フレグ、ジョチなどもほとんどが赤毛であったとされている。しかし、ラシードゥッディーンはまた、ジンギスカーンは孫のクビライが赤毛を受け継いでいないことを知って驚いたとも書いている。

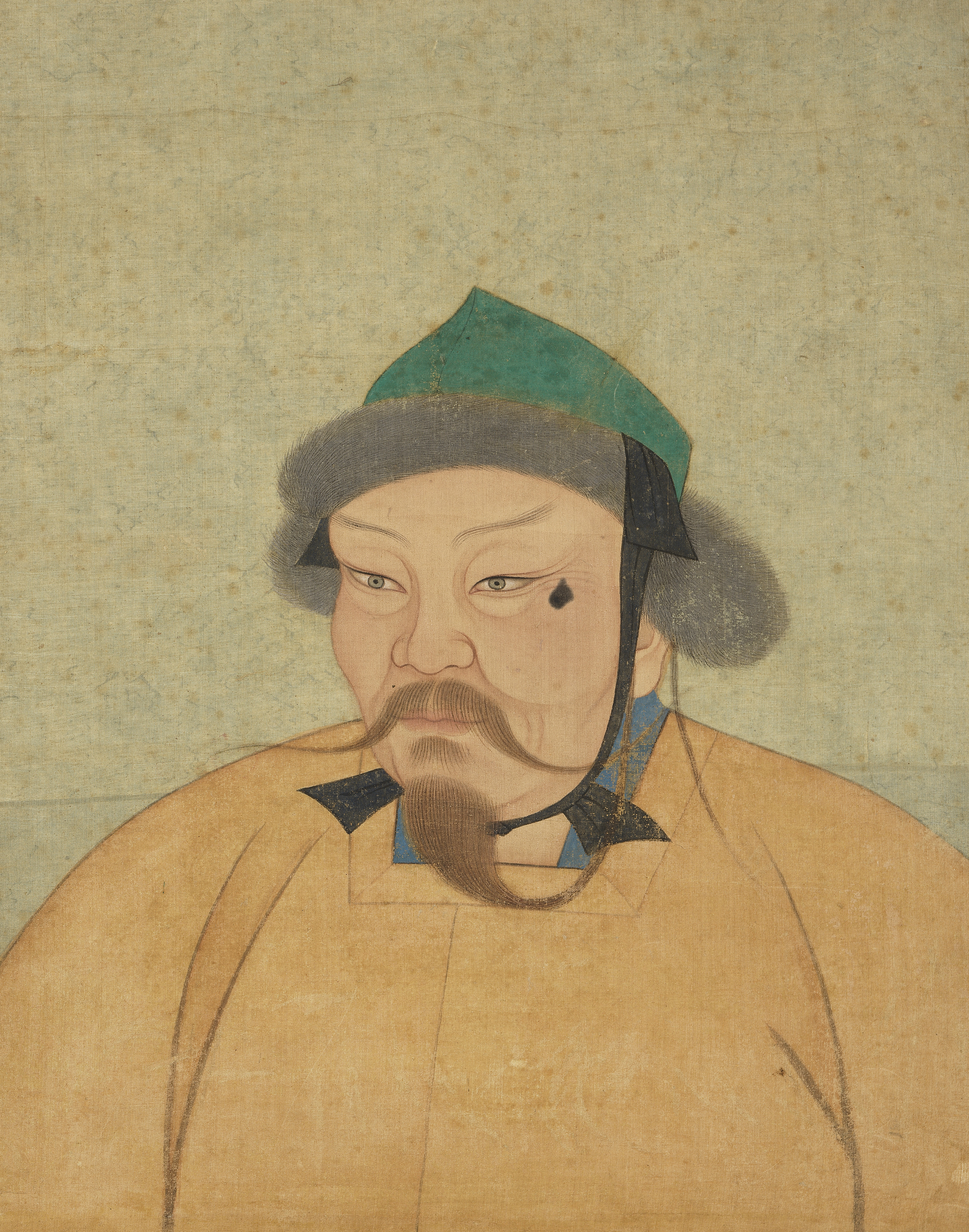
チンギス・カンの息子、オゴデイ

キプチャクの人々は、モンゴル人に征服された後、ジョチ・ウルス軍に仕えた中央アジアのトルコ系民族グループだった。中国の史書『資治通鑑綱目』(『綱目』)では、キプチャクの人々は赤毛と青い目をしていると説明されている。
テュルク・モンゴル系の皇帝ティムールは、タマーレインとも呼ばれ、頭に赤みを帯びた髪と赤いひげを生やしていた。
アブライ・ハンは、カザフ・ハン国のハーンだった。彼はジンギスカンの子孫であると主張した。彼のひげの色はやや赤かった。

#### 南北アメリカ、オセアニア、サブサハラアフリカ
ヨーロッパからの移住により、南北アメリカ、オーストラリア、ニュージーランド、南アフリカでは赤毛の人間の数が増加している。

### 歴史上

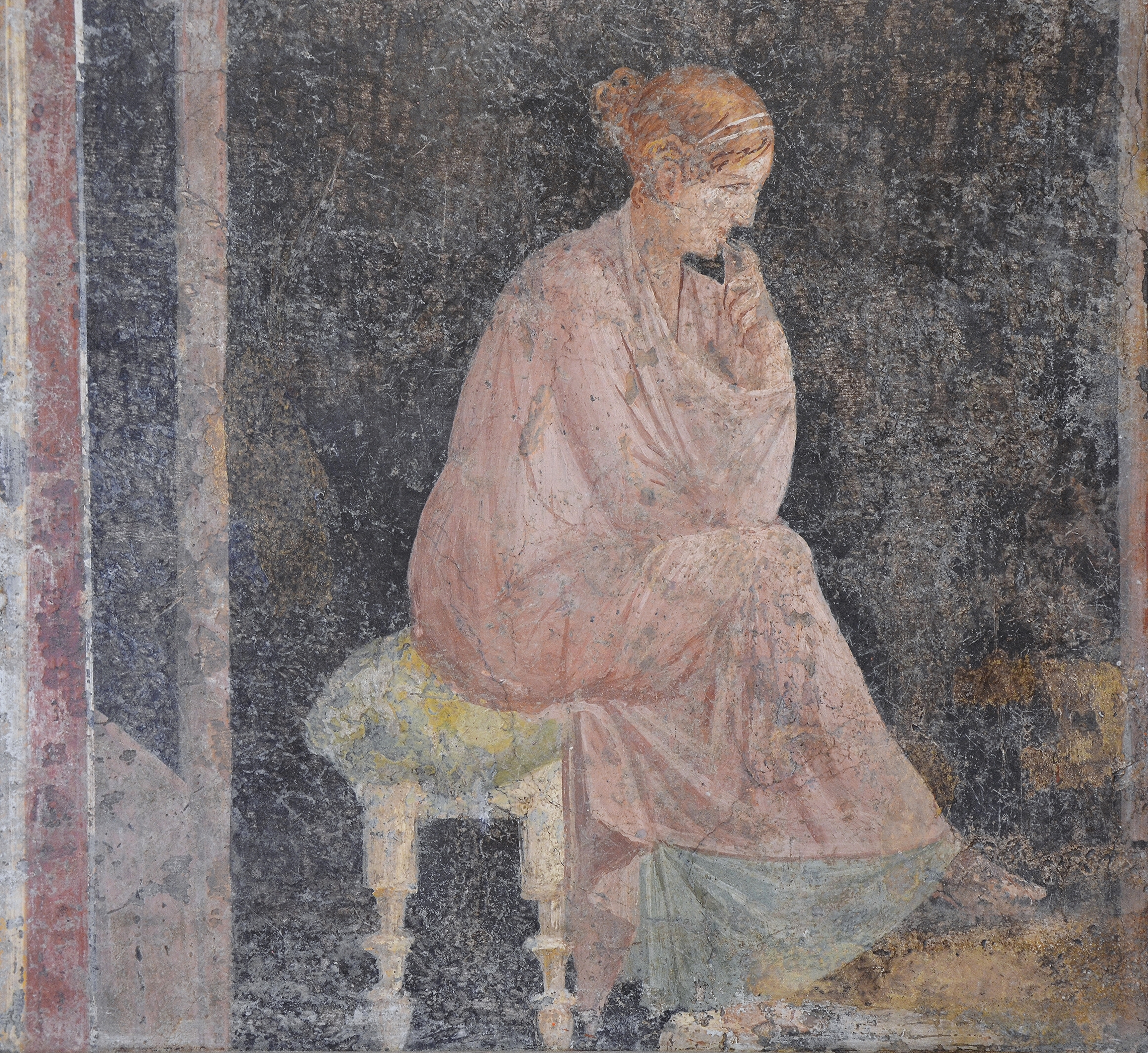
リラックスして座っている女性を描いたスタビアエのローマ時代のフレスコ画、紀元後1世紀

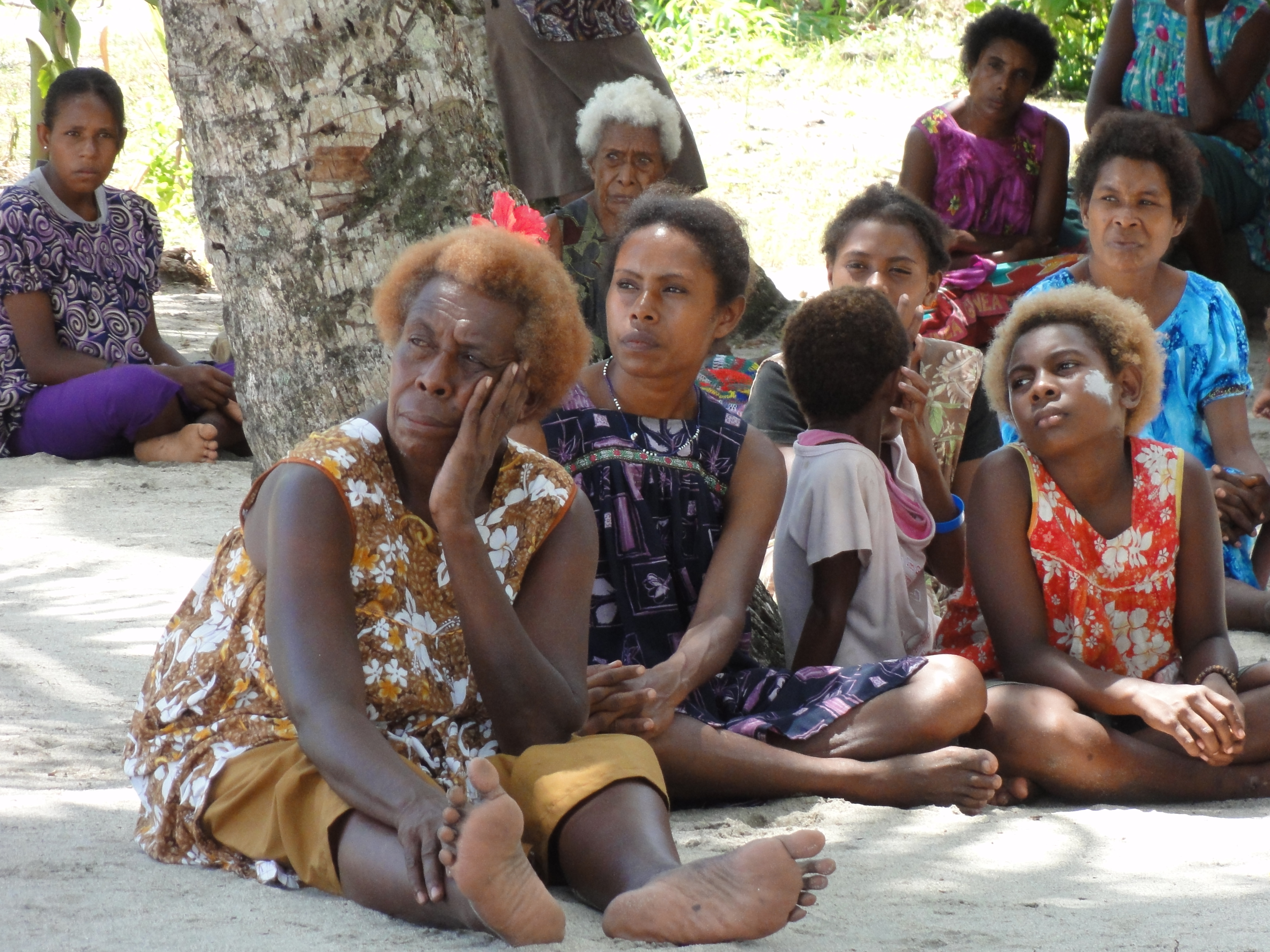
赤茶色の混合した髪の女性、パプアニューギニア。メラネシア人は、ヨーロッパの金髪や赤毛とは異なる遺伝的変異によって引き起こされる、混色の髪の発生率がかなりある。

ギリシャの作家によるいくつかの記述では、赤毛の人々について言及している。詩人クセノパネスの断片には、トラキア人が青い目をしていて赤毛であると記述されている。古代の人々、ブディノイとサルマタイもまた、ギリシャの作家によって青い目と赤毛であると報告されており、後者はその名前の由来となっている。
アジアでは、現在中国の最北端の州であるタリム盆地を占領していた古代のトハラ人の間で赤毛が見つかった。コーカソイドのタリムのミイラには、紀元前2千年紀にさかのぼる赤毛が発見されている。
赤褐色（鳶色）の髪は、ポリネシア人の間でも見られ、一部の部族や家族グループでは特によく見られる。ポリネシア文化では、赤みを帯びた髪は伝統的に、高位の祖先からの家系と統治者の証であると見なされてきた。

## 生化学と遺伝学

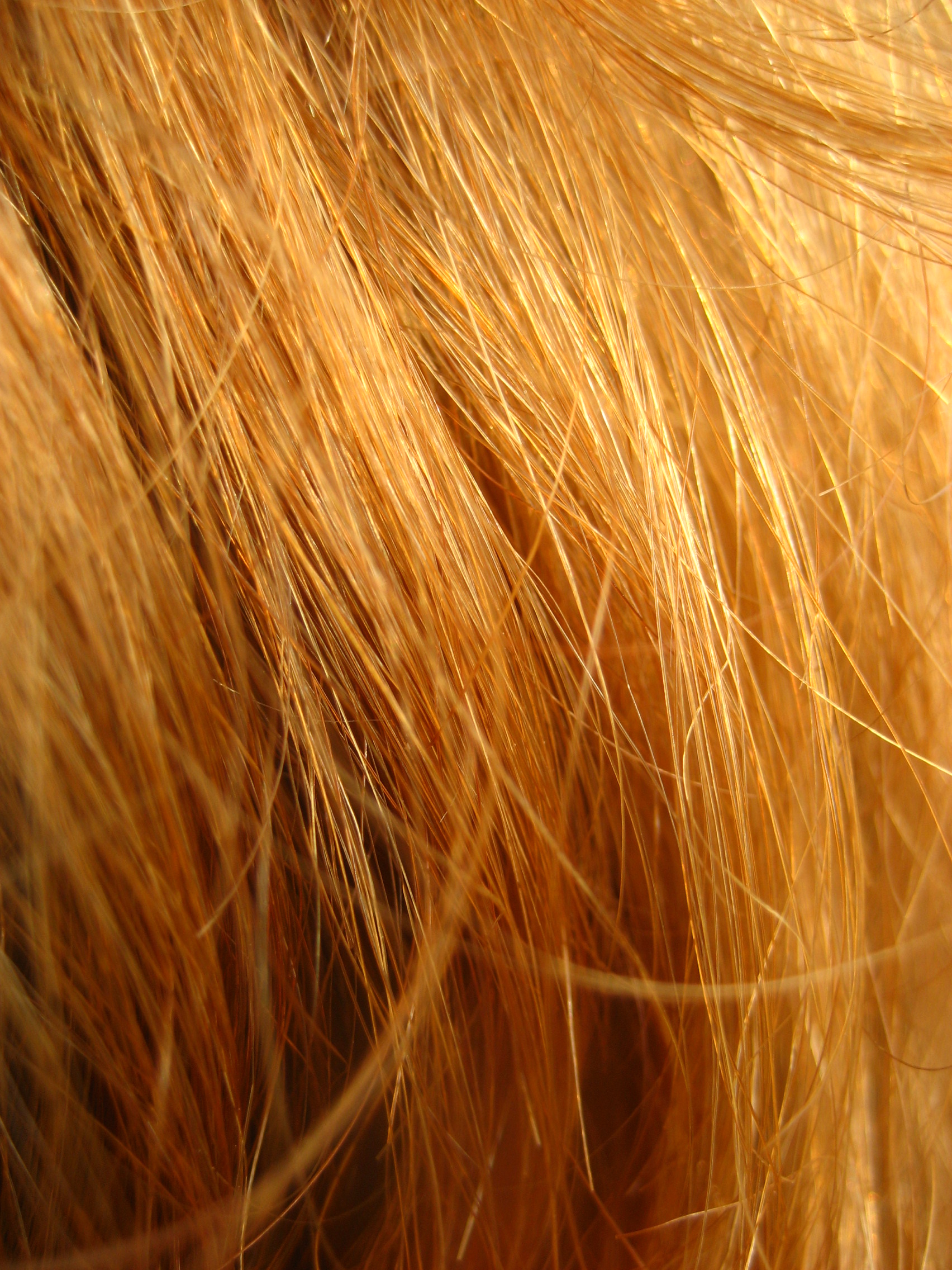
赤毛のクローズアップ画像

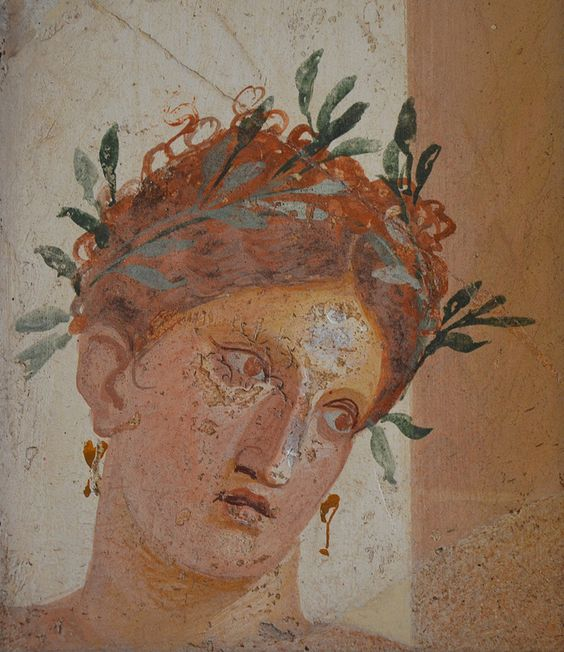
オリーブの花冠を身に着けた赤毛の女性を描いたヘルクラネウム出土のローマのフレスコ画は、紀元79年のヴェスヴィオ山（ポンペイも破壊）による街の破壊の前に作られた。

色素フェオメラニンは赤毛に独特の色を与える。赤毛は、暗い色素であるユーメラニンよりもフェオメラニンがはるかに多く含まれている。
赤毛の遺伝学は、16番染色体に見られるメラノコルチン1受容体 (MC1R)と関連しているようである。赤毛の80％にMC1R遺伝子変異がある。
MC1R突然変異によって引き起こされた赤毛の人の体全体にある低濃度のユーメラニンが両方を引き起こす可能性があるため、赤毛は色白の肌に関連付けられている。皮膚のメラニン濃度が低いと、低照度条件下でも重要なビタミンDを十分な濃度で生成できるという利点がある。ただし、（赤道に近い地域のように）紫外放射が強い場合、メラニンの濃度が低いと、皮膚がんのリスクが高くなるなど、いくつかの医学的不利益が生じる。赤毛を生み出すMC1Rバリアント遺伝子は、一般的に日焼けが困難または不可能な皮膚をもたらす。太陽の紫外線に対する自然な日焼け反応と皮膚のフェオメラニンの量が多いため、そばかすは赤毛の人に一般的であるが普遍的ではない。
赤毛は、MC1R遺伝子のいくつかの変化に起因する可能性がある。これらの変化の1つが両方の染色体に存在する場合、それぞれの個人は赤毛を持っている可能性がある。この種の遺伝は常染色体劣性遺伝として説明されている。両親が両方とも赤毛を持っていない場合でも、両方が遺伝子の保因者であれば、赤毛の子供がいる可能性がある。
二卵性（兄弟）双生児の遺伝学的研究は、MC1R遺伝子が赤毛の表現型の原因であるだけではないことを示している。未確認の修飾子遺伝子が存在するため、MC1R遺伝子に差異が生じるが、赤毛の生成には十分ではない。

### 遺伝学
MC1Rの対立遺伝子Arg151Cys、Arg160Trp、Asp294His、Arg142Hisは、赤毛表現型に対して劣性であることが示されている。4番染色体上のHCL2遺伝子（RHCまたはRHAとも呼ばれる）も赤毛に関連している可能性がある。赤い毛色に関連付けられている8つの遺伝的差異がある。
霊長類以外の種では、赤毛は異なる遺伝的起源とメカニズムを持っている。

### 進化

#### 起源
赤毛は人間の中で最もまれな自然な髪の色である。赤毛に関連する日焼けしない皮膚は、日光が不足している極北の気候で有利であったかもしれない。BodmerとCavalli-Sforzaによる研究（1976）では、肌の色素沈着が薄いと、ビタミンDの生産レベルが高まり、寒い気候ではくる病の予防となり、肌の色が濃い人よりも熱を保持しやすくなるとの仮説が立てられた。2000年に、Harding et al.は赤毛は正の選択の結果ではなく、負の選択の欠如の結果であると結論付けた。たとえばアフリカでは、高レベルの太陽が青白い肌に害を及ぼすため、赤毛が選択されている。ただし、北ヨーロッパではこれは発生しないため、遺伝的浮動によって赤毛がより一般的になる可能性がある。
現在アクティブな赤毛遺伝子の最初の出現に関する推定値は、2万〜10万年前とさまざまである。
DNAの研究では、ネアンデルタール人の一部も赤毛を持っていたが、これに関与する突然変異は、現代の人間に赤毛を引き起こすものとは異なると結論付けている。

#### 絶滅デマ
ナショナルジオグラフィック誌と無名の「遺伝学者」を引用した、2007年のザ・クーリエ・メイルのレポートによると、赤毛は近い将来、絶滅する可能性が高いという。他のブログやニュースソースでは、この研究を雑誌や「オックスフォード・ヘア・ファンデーション (Oxford Hair Foundation)」によるものだとする同様の記事を掲載していた。しかし、ハウスタッフワークスの記事によると、この財団は染毛剤メーカーのプロクター・アンド・ギャンブルから資金提供を受けており、他の専門家はこの研究を証拠がないか、単にインチキだとして却下していたという。ナショナルジオグラフィックの記事は、実際には「赤毛は減少するかもしれないが、赤毛の可能性がなくなることはない (while redheads may decline, the potential for red isn't going away)」と書かれている。
赤毛は、比較的まれな劣性対立遺伝子（遺伝子のバリアント）によって引き起こされ、世代を飛ばして発現する可能性がある。予測可能な将来において赤毛が消滅する可能性は低い。

## 赤毛遺伝子の医学的意味

### 黒色腫
皮膚中のメラニンは日焼けによる紫外線への耐性を高めるが、肌が白い人は紫外線によるDNA損傷を防ぐために必要なメラニンのレベルが不足している。研究では、MC1Rの赤毛対立遺伝子はそばかすを増やし、日焼け能力を低下させることが示されている。赤毛のヘテロ接合体を持つヨーロッパ人は、紫外放射に対する感度が高いことがわかっている。
赤毛と紫外線感受性との関係は、多くの黒色腫研究者の関心事である。日光は人の健康に良いことも悪いこともあり、MC1Rの異なる対立遺伝子はこれらの適応を表している。また、肌の色が薄い人は、黒色腫、基底細胞癌、扁平上皮癌などのさまざまな皮膚癌に非常にかかりやすいことも示されている。

### 痛みへの耐性とけが
2つの研究で、赤毛の人は他の髪色の人と比べて痛みに対する感受性が異なることが示されている。ある研究では、赤毛の人は熱痛（自然に発生するビタミンKレベルの低さと関連している）に敏感であることがわかり、別の研究では、赤毛の人は電気的に誘発される痛みのような侵害刺激を含む複数のモダリティからの痛みには敏感ではないと結論付けている。
研究者たちは、赤毛の人にはより多くの麻酔薬が必要であることを発見した。他の研究出版物では、地毛が赤毛の女性は、他の髪の色の女性やどの髪の色の男性よりも、鎮痛剤のペンタゾシンを必要としないと結論付けられている。研究によると、赤毛の女性は男性よりもその特定の鎮痛薬に対する鎮痛反応が大きかった。同じグループによる追跡研究では、赤毛の男性と女性はモルヒネ-6-グルクロニドに対してより大きな鎮痛反応を示すことが示さた。
赤毛にはホルモン受容体の変異があり、少なくとも2種類のホルモン、色素沈着を促進するメラノサイト刺激ホルモン (MSH)と痛みを和らげるエンドルフィン（どちらも同じ前駆体分子POMCに由来し、構造的に類似している。）に反応する可能性があるため、髪の色と痛み耐性の予期しない関係が存在するようである。具体的には、赤毛は、MSHの受容体が変化するメラノコルチン1受容体 (MC1R)遺伝子が変異している。メラノサイトは、皮膚や髪の毛で色素を生成する細胞で、MC1Rを使用して下垂体前葉からのMSHを認識し、応答する。メラノサイト刺激ホルモンは通常、メラノサイトを刺激して黒色のエウメラニンを生成するが、メラノサイトに変異した受容体がある場合、代わりに赤みを帯びたフェオメラニンを生成する。MC1Rは脳でも発生し、MSHへの応答だけでなく、エンドルフィンや他のPOMC由来ホルモンへの応答にも関与しているPOMC関連受容体の大きなセットの1つである。詳細は明確に理解されていないが、POMCホルモン間にクロストークがあるようである。これは、赤毛と耐痛性の間のリンクを説明するかもしれない。
赤毛の人が他の髪の色の人よりも出血したり、他の出血の合併症を起こす可能性が高いという信念を裏付ける証拠はほとんどない。しかし、ある研究では、赤毛と痣の発生率の高さとの関連が報告されている。

## 病理学的起源の赤毛
ほとんどの赤毛はMC1R遺伝子が原因であり、病的ではない。ただし、まれに、赤毛が病気や遺伝性疾患に関連している場合がある。
- 重度の栄養失調の場合、通常暗い人間の髪の毛は赤または金髪になる。クワシオルコルとして知られている症候群の一部であるこの状態は、主にタンパク質欠乏によって引き起こされる致命的な飢餓の兆候であり、飢饉の期間中によく見られる。
- アフリカ人やニューギニアの住民に時々見られる、ある種の白皮症（タイプ3、別名赤褐色白皮症 (rufous albinism)）は、赤毛と赤い肌をもたらす[60]。
- 赤毛は、プロオピオメラノコルチンを欠いている人に見られる[61]。

## 文化

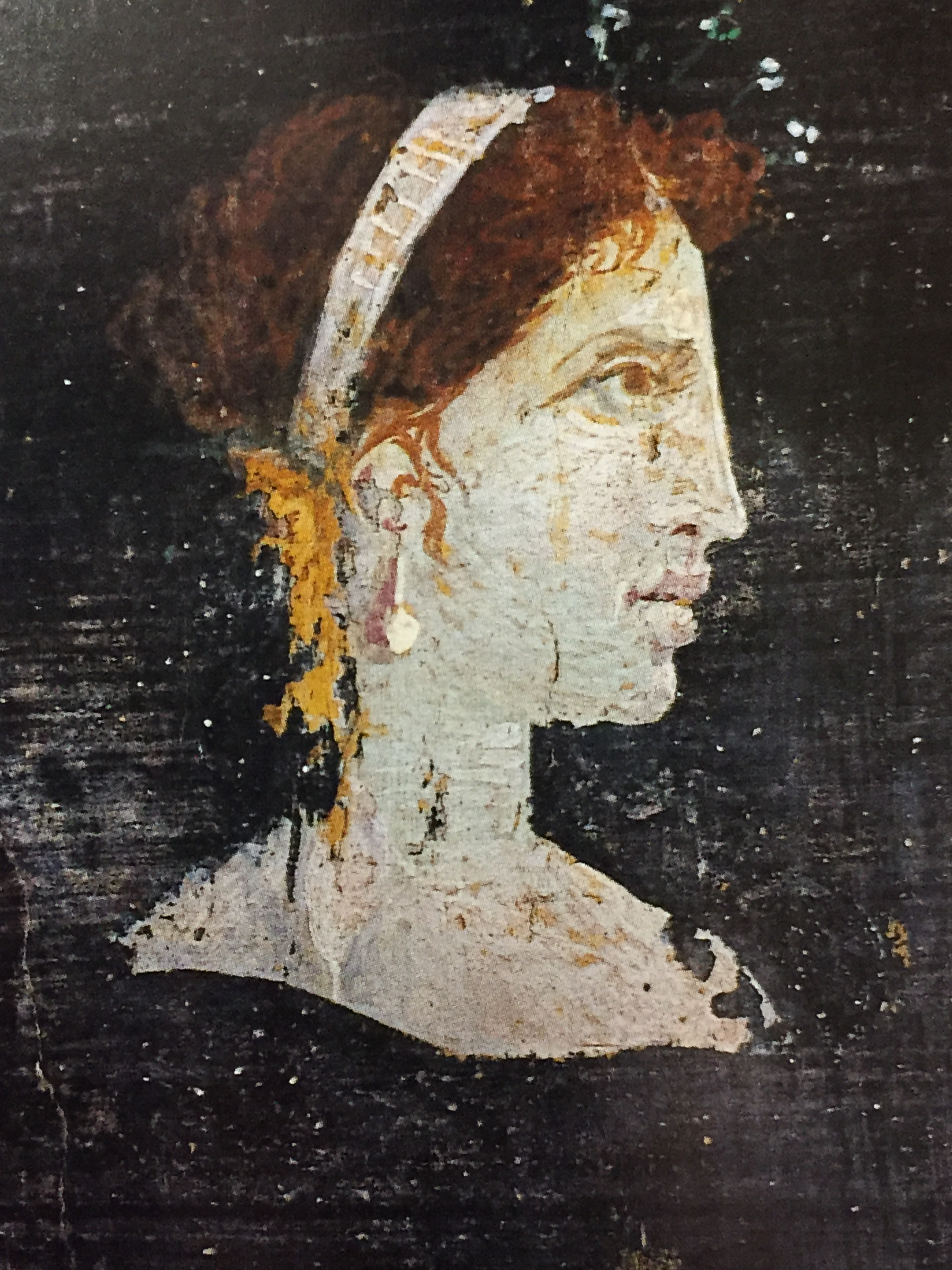
赤毛と彼女のはっきりとした顔の特徴を備え、王家のダイアデムと真珠が散りばめられたヘアピンを身に着けた、プトレマイオス時代のエジプトのクレオパトラ7世を死後描いた可能性が最も高い肖像画、紀元後1世紀半ば、ローマのヘルクラネウム

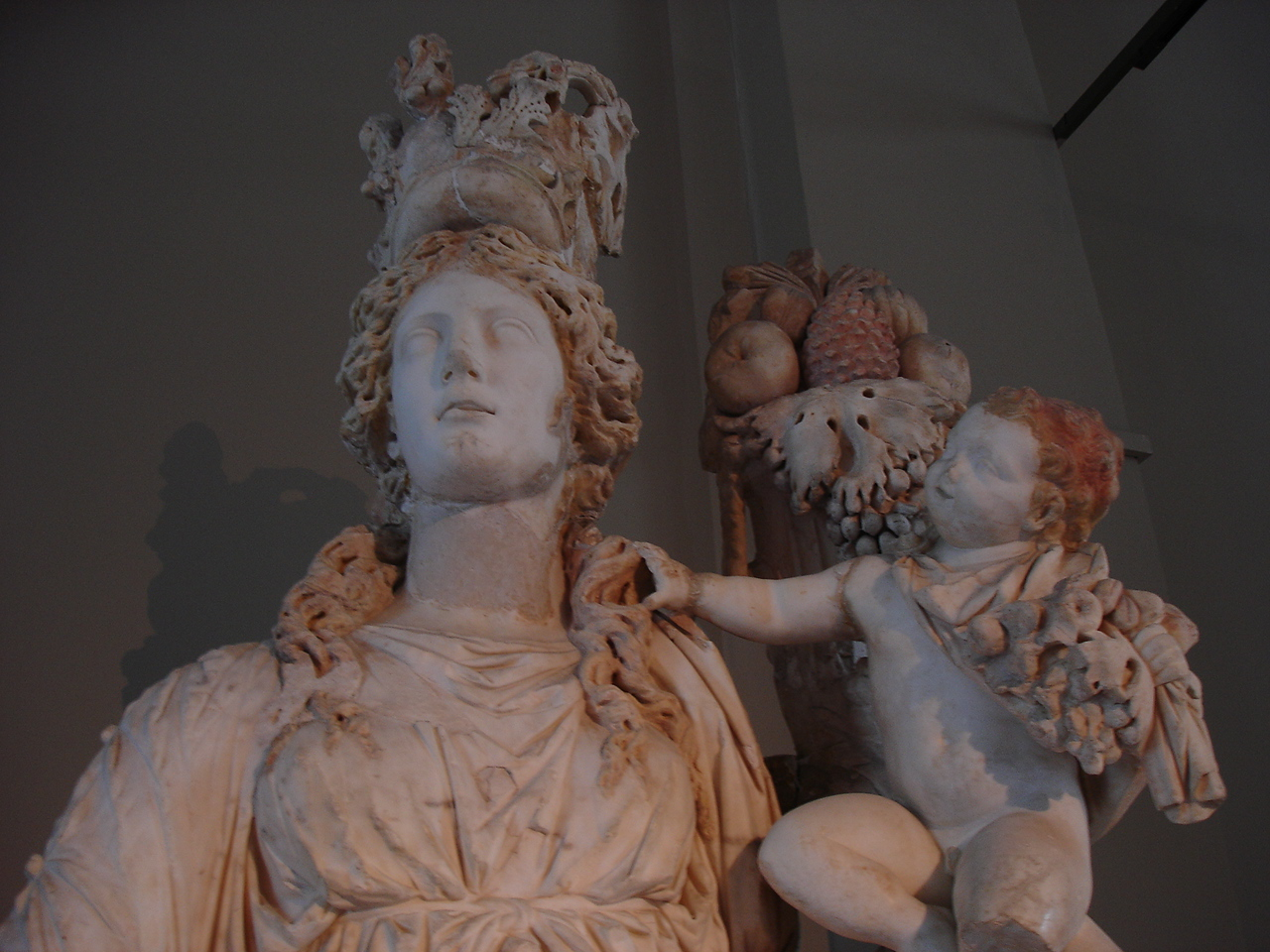
幼子プルートスを抱く女神テュケーを描いた多色のローマの大理石像、紀元2世紀、イスタンブール考古学博物館

さまざまな時代や文化において、赤毛は珍重され、恐れられ、嘲笑されてきた。

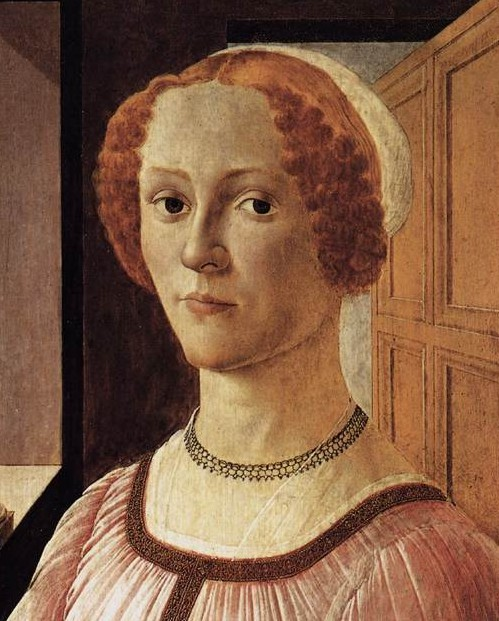
女性の肖像、1470–1475年頃、サンドロ・ボッティチェッリ画

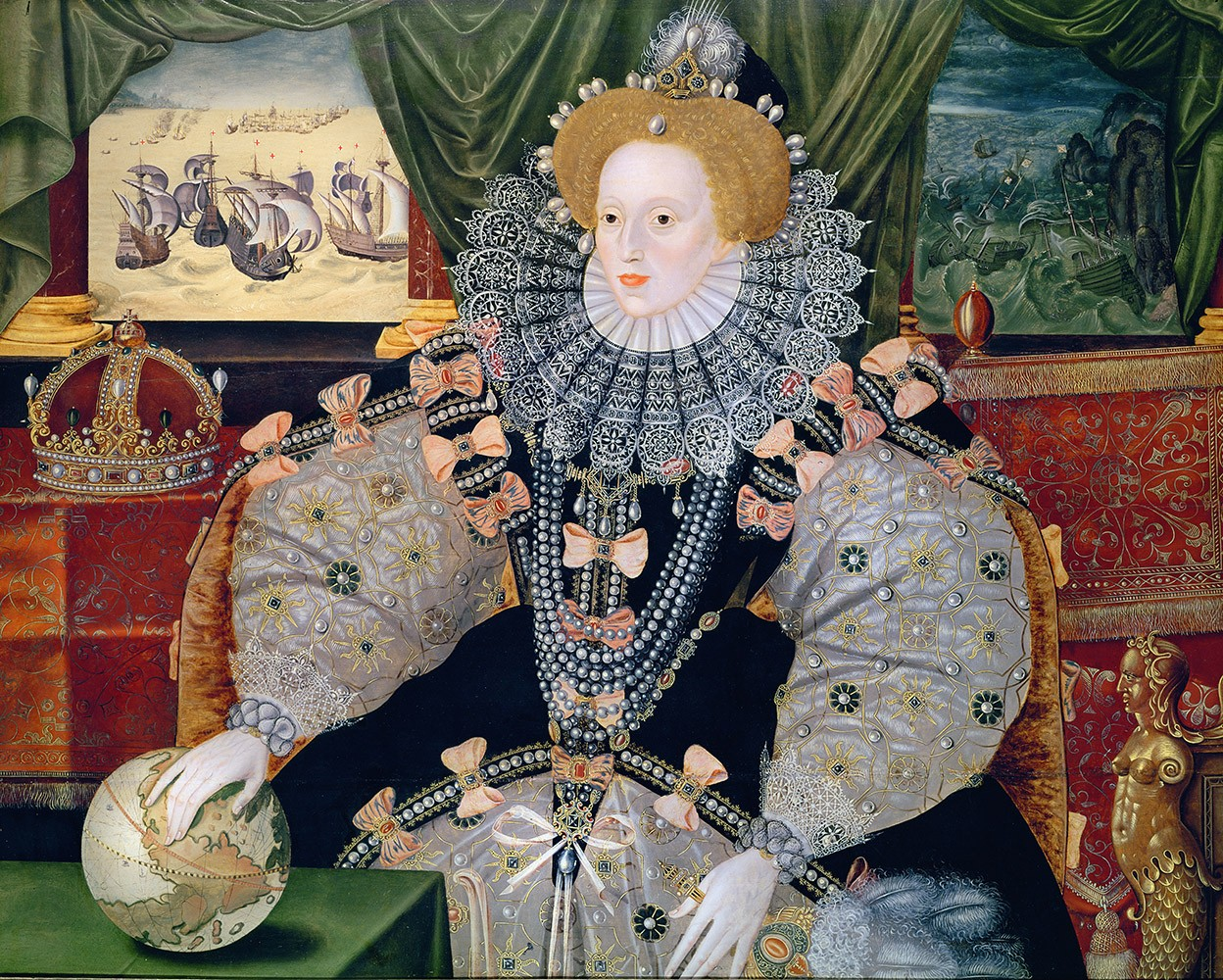
エリザベス1世、1588年頃

### 気質について信じられていること
赤毛について一般的に信じられていることは、赤毛の人は気性が激しく舌鋒が鋭いということである。『赤毛のアン』では、ある登場人物が赤毛のヒロインであるアン・シャーリーのことを「彼女の気性は髪の毛と一致している」と言い、『ライ麦畑でつかまえて』では、ホールデン・コールフィールドが「赤毛の人はすぐにキレるものだが、アリー（死んだ弟）はそんなことはなく、彼の髪の毛はとても赤かった」と述べている。
現代医学の初期段階では、赤毛は多血質の兆候であると考えられていた。インドのアーユルヴェーダの医療行為では、赤毛はピッタ気質を持っている可能性が最も高いとされている。
別の考えでは、赤毛は非常に性欲が強い。たとえば、ジョナサン・スウィフトは、『ガリバー旅行記』の第4部「フウイヌム国渡航記」で赤毛のステレオタイプを風刺し、次のように書いている。「男女ともに赤毛の人たちは、他の人たちよりも自由奔放でいたずら好きであることが観察されているが、その強さと行動力は他の人たちをはるかに上回っている。」スウィフトは続けて、「此の野蛮人（ヤフー）の髪の毛も赤い色（少し不規則な食欲の言い訳になったかもしれない）ではなく、黒くてアロエのようだった。」と書いている。そのような考えは、19世紀にチェーザレ・ロンブローゾとグッリエルモ・フェレーロによって科学的信頼性があるように虚飾された。彼らは、赤毛は欲望の犯罪に関連していると結論付け、「犯罪者の女性」の48％が赤毛であると主張した。

### メディア、ファッション、アート

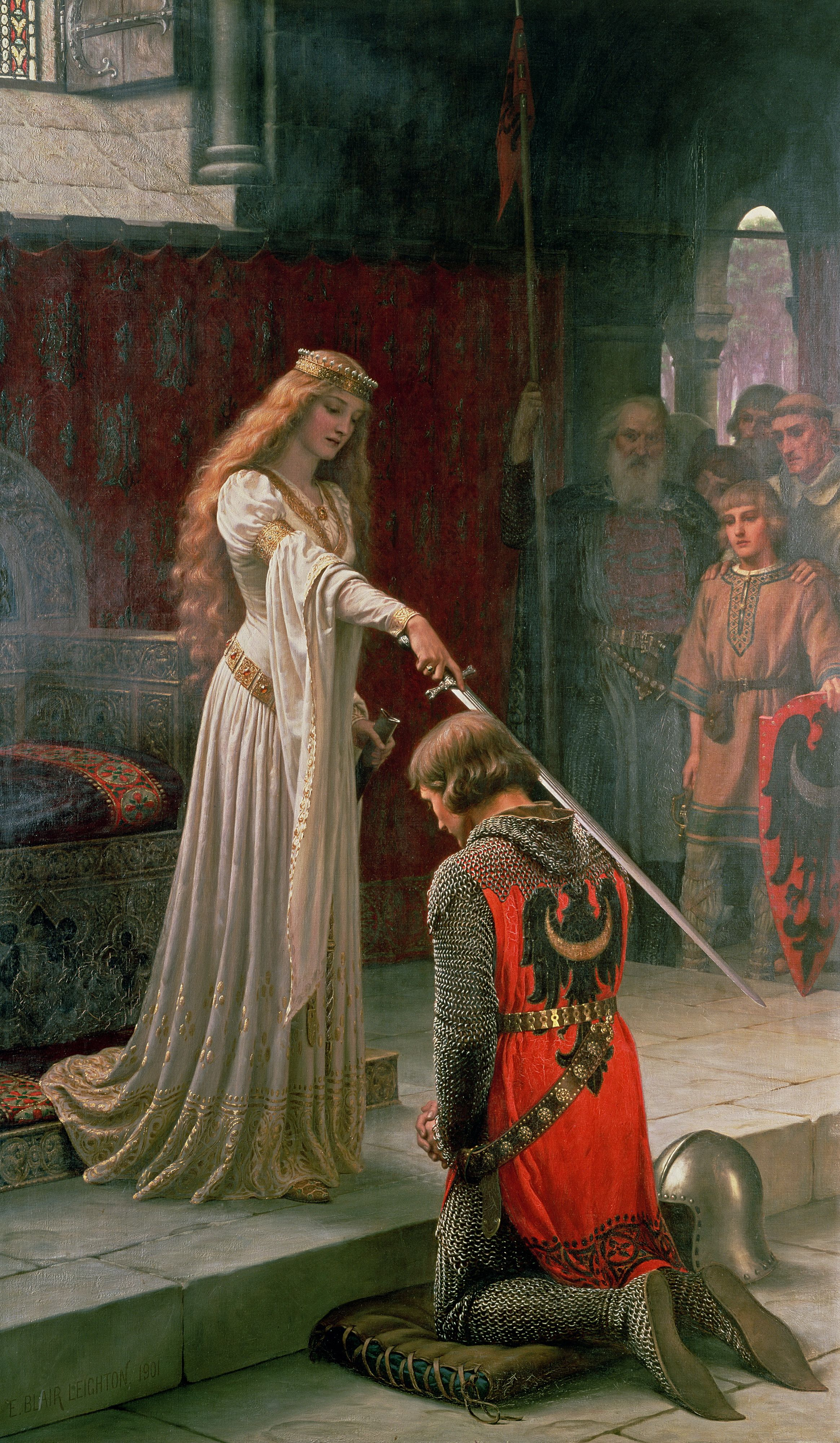
賞賛、1901年エドモンド・ブレア・レイトン作

イングランドのエリザベス女王1世は赤毛で、エリザベス朝時代のイギリスでは、赤毛の女性が流行だった。現代では、赤毛はファッションのトレンドの影響を受ける。ニコール・キッドマン、アリソン・ハニガン、マーシャ・クロス、クリスティーナ・ヘンドリックス、エマ・ストーン、ジェリ・ハリウェルなどの有名人が赤毛染料の売上を伸ばしうる。
時々、人が年をとるにつれて赤毛は黒ずみ、より茶色がかった色になるか、その鮮やかさの一部を失う。これにより、赤毛を一般に望ましいと考えられている品質、若々しさに関連付ける人もいる。インド、イラン、バングラデシュ、パキスタンなどのいくつかの国では、ヘンナとサフランが髪に使用され、鮮やかな赤い外観になる。
多くの画家が赤毛の魅力を示している。髪の色「ティティアン」は、赤い髪の女性をよく描いていた画家ティツィアーノに由来している。ルネサンス初期の画家サンドロ・ボッティチェッリの有名な絵画『ヴィーナスの誕生』では、神話上の女神ヴィーナスを赤毛として描いている。赤毛を描いた有名な他の画家には、ラファエル前派、エドモンド・レイトン、モディリアーニ、グスタフ・クリムトなどがいる。
アーサー・コナン・ドイルのシャーロック・ホームズの物語『赤毛組合』（1891年）には、赤毛の人々の神秘的な集団の一員になることを求められた男が関わっている。1943年の映画『デュバリイは貴婦人』では、テクニカラーで赤毛のルシル・ボールとレッド・スケルトンが出演した。
赤毛の有名な架空の人物には、ジーン・グレイ、レッド・ソニア、ミスティーク、ポイズン・アイビーなどがある。

### 赤毛に対する偏見と差別

#### 中世の信条

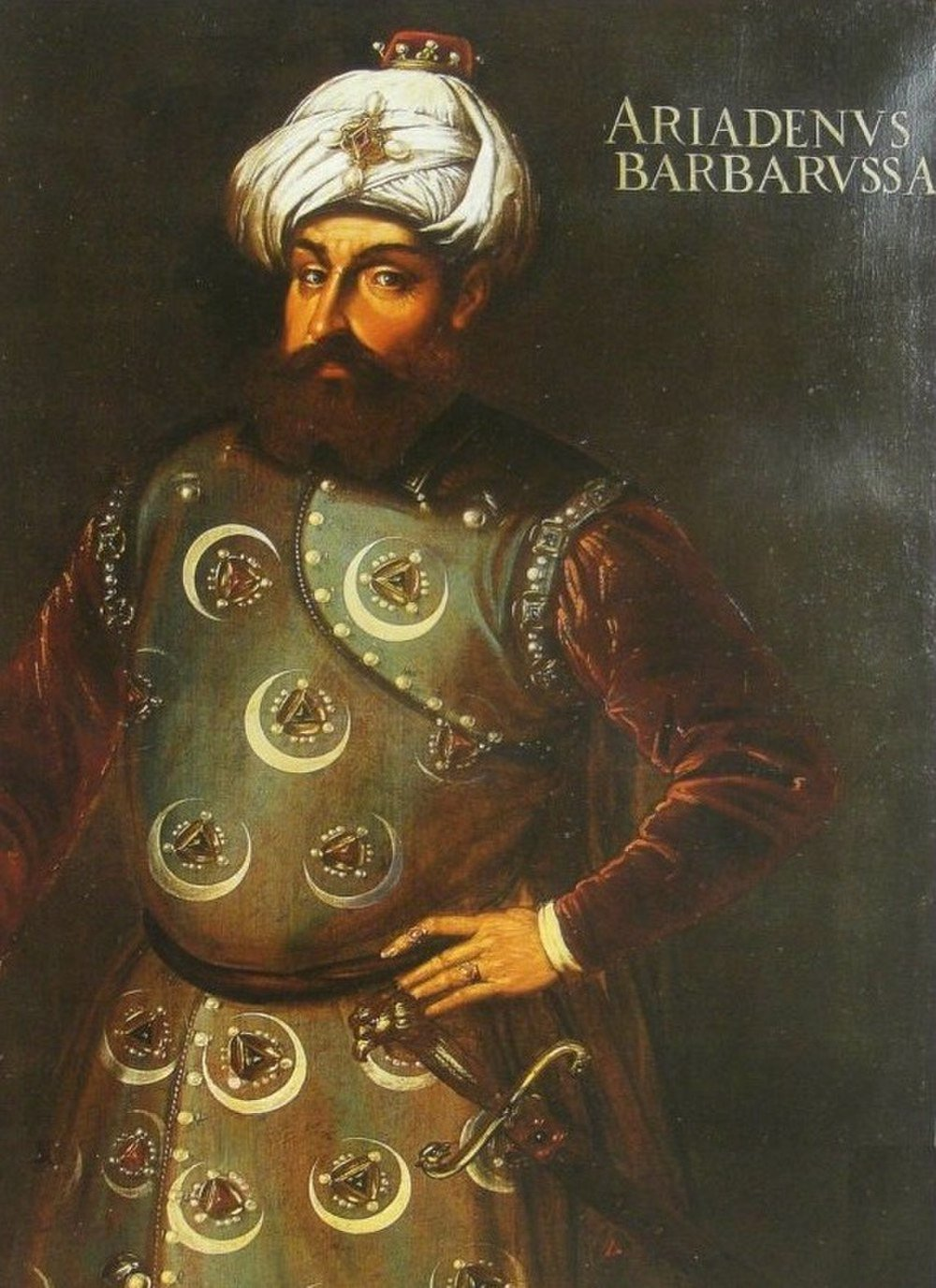
バルバロス（赤ひげ）、オスマン帝国海軍大将

赤毛は獣のような性欲と道徳の頽廃の印と考えられていた。グリム兄弟の寓話（鉄のハンス）では、野蛮な赤毛の男が鉄の森の精霊として描かれている。テオフィルス・プレスビターは、バジリスクの灰と混合した銅から金を作るためには、赤毛の若い男の血が必要だと説明している。
モンタギュー・サマーズは、『魔女の槌』の翻訳で、赤毛と緑の目が中世の魔女、狼男、または吸血鬼の兆候であると考えられていたと述べている。
髪の毛が赤く、ある独特の色合いをしている者は、紛れもなく吸血鬼である。マネトが語るように、古代エジプトでは、オシリスの墓に人間の生け贄が捧げられ、その犠牲者は赤毛の男たちであり、その灰は、風切り扇によって広範囲に撒かれて焼かれたことは重要である。これは畑を肥沃にして豊作をもたらすために行われ、赤毛は穀物の黄金の富を象徴していたという説もある。しかし、これらの人々はティフォン人と呼ばれ、オシリスの代表ではなく、彼の邪悪なライバルであるティフォンの代表であり、その髪の毛は赤かった。

#### 中世の反ユダヤ主義

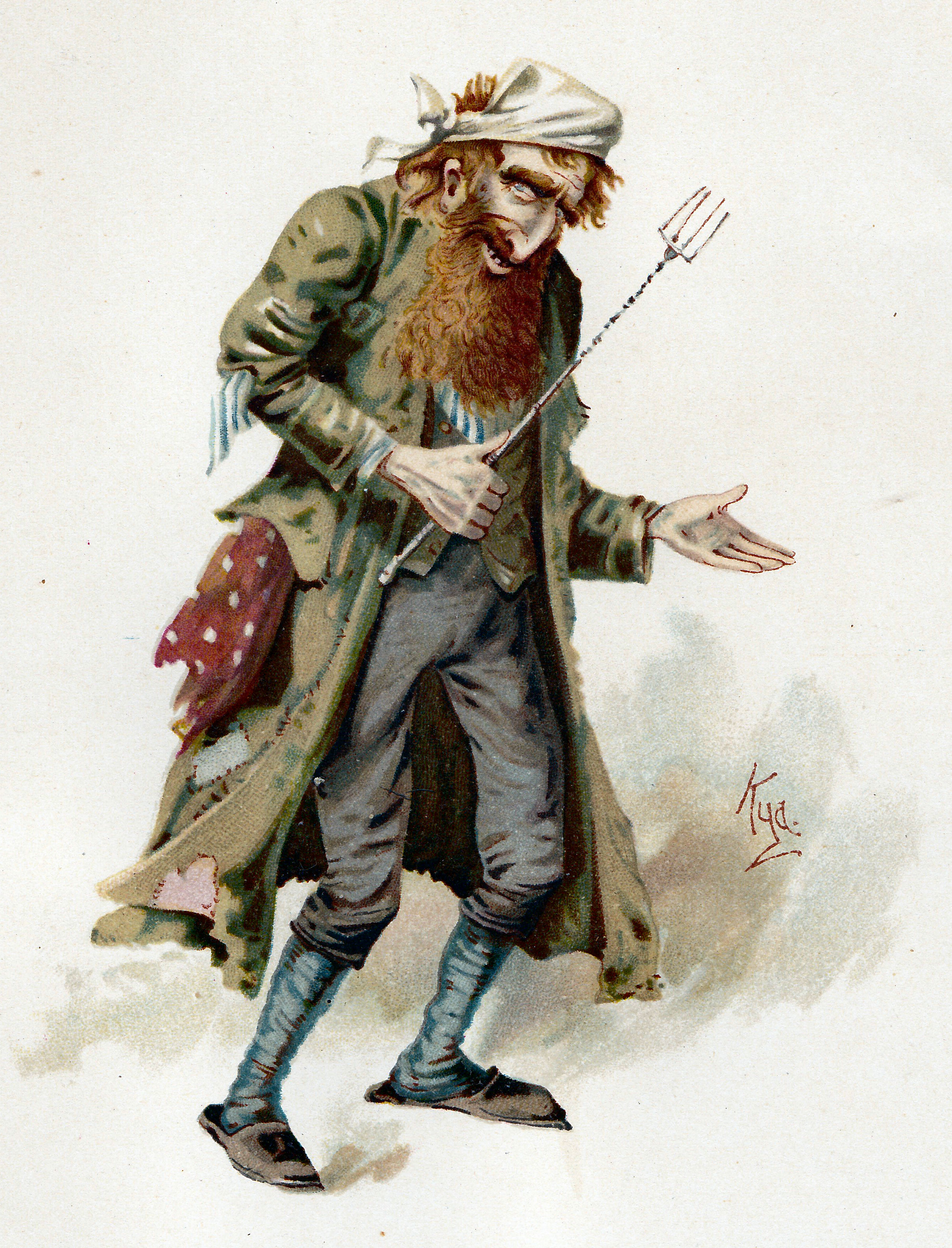
「キッド」によるフェイギンの水彩画

スペイン異端審問の間、赤毛の人々はユダヤ人として識別され、迫害のために隔離された。中世のイタリアとスペインでは、赤毛はユダヤ人の異端性とイエスを拒絶する性質に関連づけられていたため、イスカリオテのユダはイタリアとスペインの芸術で一般的に赤毛の毛として描かれていた。シェイクスピアからディケンズまでの作家は、ユダヤ人の登場人物を赤毛にすることでユダヤ人と特定し、シャイロックやフェイギンなどの悪役ユダヤ人の登場人物も赤毛にした。この反ユダヤ的な連想は、ソビエト・ロシアでは現代に至るまで続いた。中世の赤毛に対する偏見は、エサウやダビデ王などの聖書の人物と関係する、古代の聖書の伝統に由来している可能性がある。古代の歴史家ヨセフスは、元のヘブライ語のトーラーではダビデ王とエサウの両方が「燃えるような赤い髪」であったことが示唆されているにもかかわらず、エサウの否定的な姿とは対照的に、ダビデ王のより肯定的な姿を「金色の髪」と表現するために、ヘブライ語のトーラーを誤訳している。

#### 現代の差別
ウィルキー・コリンズは、1885年の著書『I Say No （私はノーと言っている）』で、「習慣的沈黙に対する偏見は、低位階級の人々の中で、赤毛に対する偏見と同じくらい根深いものである」と書いている。
1895年の回顧録と歴史書『The Gurneys of Earlham（アールハムのガーニー）』の中で、オーガスタス・ジョン・カスバート・ヘアは、嫌がらせの事件について次のように述べている。「二番目の息子ジョンは、1750年に生まれた。少年の時彼は真っ赤な髪をしており、ある日、ノリッジの路上で多くの少年が彼の赤い髪を指して「あの少年を見ろ、焚き火を頭の上に乗せているぞ」と言った。ジョン・ガーニーはとてもうんざりしたので、床屋に行き、頭を剃ってもらい、かつらをかぶって家に帰った。しかし、彼は著しく魅力的な外見の青年に成長した。」
イギリス英語では、赤毛の人を表して「ginger（生姜）」という言葉が（時には侮辱的な意味で）使われることがあり、イギリスのメディアでは、「gingerphonia（生姜恐怖症）」や『gingerism（生姜主義）」などの用語が使われている。英国では、赤毛の人は「carrot tops」や「carrot heads」などと蔑称で呼ばれることもある。（コメディアン「キャロット・トップ」はこの芸名を使っている。）「gingerism」は人種差別と比較されてきたが、これは広く議論されており、英国人種平等委員会などの機関は赤毛に対する差別や憎悪犯罪の事例を監視していない。
それにもかかわらず、イギリスには、髪の色が原因で嫌がらせや暴力の標的にされる個人や家族がいる。2003年には、20歳の人物が「赤毛であること」を理由に背中を刺された。2007年、赤毛のためにセクハラされ、虐待を受けた英国の女性の雇用主に、労働裁判所が賠償を命じた。同じ年には、ニューカッスル・アポン・タインのある家族が、赤毛を理由に虐待や憎悪犯罪の標的にされ、2度の引っ越しを余儀なくされた。2009年5月には、赤毛であることを理由にいじめられていた男子生徒が自殺した。2013年には、リンカンに住む14歳の少年が、「ただ赤毛だから」といって襲ってきた3人の男に頭を踏みつけられ、右腕を骨折した。この3人はその後、この攻撃の罪で合計10年と1ヶ月の懲役刑に処された。赤毛の歴史的および現代的な虐待を説明する可能性のあるフリンジ理論では、おそらくローマの征服とその後のブリテン諸島への到着時のケルト諸民族の迫害に由来すると考えられている。
この偏見は、多くのテレビ番組で風刺されている。英国のコメディアンキャサリン・テイト（彼女自身が赤毛）は、彼女のシリーズ『キャサリン・テイトショー』の実行中のスケッチに赤毛のキャラクターとして登場した。スケッチには架空の人物、サンドラ・ケンプが登場した。サンドラ・ケンプは、社会から追放されたため、赤毛の人々の避難所で慰めを求めることを余儀なくされた。イギリスのコメディ『Bo' Selecta!』（赤毛のリー・フランシス主演）では、ミック・ハックナルが、有名人たち（本人演）が1日髪を赤く染め、人々に侮辱されながら日常生活を送る番組を風刺した偽のドキュメンタリを紹介した。（自分の髪の色のせいで何度も偏見に直面したり、醜いと言われたりしてきたと言うハックナルは、ジンジャーイズムは人種差別の一形態として表現されるべきだと主張している。）自身も赤毛であるコメディアンのティム・ミンチンも、自身の曲「Prejudice」の中でこの話題を取り上げている。
『サウスパーク』の「ジンジャーキッズは仲良し?」、「お下劣ですが何か?」、「It's a Jersey Thing」、「Fatbeard」のエピソードで、人種差別と偏見に関するポイントを説明するために、「ginger」という言葉の蔑称的な使用とそれに関連した差別が登場した。
映画やテレビ番組では、学校のいじめっ子が赤毛として描かれることがよくある。しかし、赤毛の子供たちはしばしばいじめっ子に狙われる。「赤髪をしている人は、群衆の中で目立つだろう」といじめ防止の専門家、ルイーズ・バーフィット・ドンズは言う。
オーストラリアのスラングでは、赤毛は「Blue（ブルー）」または「Bluey（ブルーイ）」というニックネームで呼ばれることがよくある。最近では、「rangas（ランガ）」（赤毛のサル、オランウータンに由来する語）と呼ばれ、軽蔑的な意味合いを持つこともある。「rufus（ルーファス）」という言葉は、赤毛の人々を指すためにオーストラリアとイギリスの俗語で使用されている。この語は、赤褐色の色であるルーファスのバリエーションに基づいている。
2008年11月、ソーシャルネットワーキングWebサイトFacebookは、11月20日に「全国赤毛を蹴る日 (National Kick a Ginger Day)」を設立することを目的とした「赤毛蹴り (Kick a Ginger)」グループが約5000人のメンバーを獲得したことで批判を浴びた。Facebookのグループを運営していたバンクーバー出身の14歳の少年は、憎悪犯罪の可能性があるとして王立カナダ騎馬警察による捜査を受けた。
2009年12月、イギリスのスーパーマーケットチェーンであるテスコは、顧客の不快という訴えを受け、赤い髪の子供がファーザー・クリスマスの膝の上に座っている絵に「サンタはすべての子供を愛している。赤毛の子でも。(Santa loves all kids. Even ginger ones)」という言葉を添えたクリスマスカードを撤回した。
2010年10月、労働党政権下の英国政府で元平等相を務めていたハリエット・ハーマンは、赤毛の財務長官であるダニー・アレクサンダーを「赤毛の齧歯類 (ginger rodent)」だと表現した後、「偏見だ」とする非難を浴びた。アレクサンダーはこの侮辱に対して「赤毛であることを誇りに思う」と述べた。ハーマンはその後、少数派の集団に対する偏見であるとの批判に直面した後、謝罪を余儀なくされた。
2011年9月、世界最大の精子バンクの1つであるクリオス・インターナショナルは、人工授精を求める女性からの需要が低いため、赤毛の男性からの寄付を受け付けないことを発表した。

#### シンガポールとマレーシアでの用語の使用
紅毛（中: 红毛, 拼音: hóng máo, 白話字: âng-mo͘） は中国語の泉漳語（閩南語）で「赤毛」を意味し、マレーシアとシンガポールで使用されているが、すべての白人を指し、赤毛の人だけを指すわけではない。広東語の鬼佬に似た、「赤毛の鬼」を意味する红毛鬼も時折使われる。したがって、それは人種差別的で、中傷的な語であると見なす人々もいる。ただし、それを許容できるものもある。このあいまいさにもかかわらず、これは広く使用されている用語である。たとえば、ザ・ストレイツ・タイムズなどのシンガポールの新聞やテレビ番組や映画に登場する。
âng-mo͘の漢字は、江戸時代（1603〜1868）にオランダ人や北欧人の蔑称として使われていた歴史的な日本語の語「紅毛（こうもう）」と同じである。それは主に、200年の孤立期間である鎖国の間に日本との貿易を許可された唯一のヨーロッパ人であったオランダの貿易業者を指した。

### 赤毛祭り

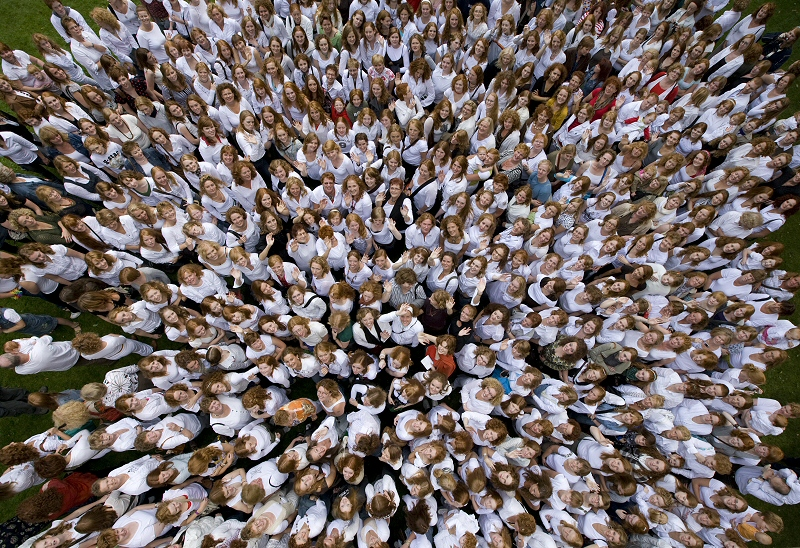
2007年9月の赤毛の日に集まった何百人もの赤毛の人たち

オランダでは年に一度、世界中から赤毛の参加者が集まる赤毛の日という祭りが開催されている。この祭りは、オランダ南東部の都市ブレダで開催されていたが、2019年にはティルブルフに移転した。80か国以上から参加者が集まる。この国際的なイベントは、2005年にオランダの画家バート・ルーウェンホルスト (Bart Rouwenhorst)が15人の赤毛を描きたいと考えたことから始まった。
2011年から8月下旬にコーク県で開催されたアイルランド赤毛大会は、世界的な祝賀行事であり、いくつかの大陸からの人々を魅了している。お祝いには、生姜のキングとクイーンの戴冠、最高の赤眉とそばかすの平方インチあたりのコンテスト、オーケストラコンサート、ニンジン投げ大会などがある。
2013年以降、赤毛であることへの誇りを持ってもらうことを目的として、ロンドンのイギリスいじめ対策同盟が小さな赤毛の日の祭典を開催している。
2014年以降、イスラエルのキブツ・ゲゼル（ニンジン）で、アシュケナジとミズラヒの赤毛を含む地元のイスラエルの赤毛コミュニティを対象に赤毛イベントが開催されている。しかし、ロケット攻撃の危険性があるため、参加者の数は制限されており、赤毛のコミュニティの怒りにつながっている。主催者は「このイベントは、これまで赤毛であることに恥ずかしさを感じていた多くの赤毛にとって、良いことだ」と述べている。
2015年に、アメリカで最初で唯一の赤毛のフェスティバルが開催された。イリノイ州ハイウッドで開催されたRed head Daysは、全米から参加者を集めた。
赤毛の人々を祝う祭りは、2004年から毎年ウドムルト共和国の首都イジェフスク（ロシア）で開催されている。
MC1R Magazineは、ドイツのハンブルクを拠点とする世界中の赤毛の人々のための出版物である。

### 宗教と神話の伝統
古代エジプトでは、赤毛はセト神に関連しており、ラムセス2世はそうだった。
『イーリアス』では、アキレウスの髪はξανθῆς（ksanthēs）と表現されており、通常は金髪または金色と翻訳されるが、赤または黄褐色の場合もある。彼の息子のネオプトレモスにはピュロスという名前もあり、赤毛にちなむ可能性がある。
北欧の神トールは通常赤毛だと描写されている。

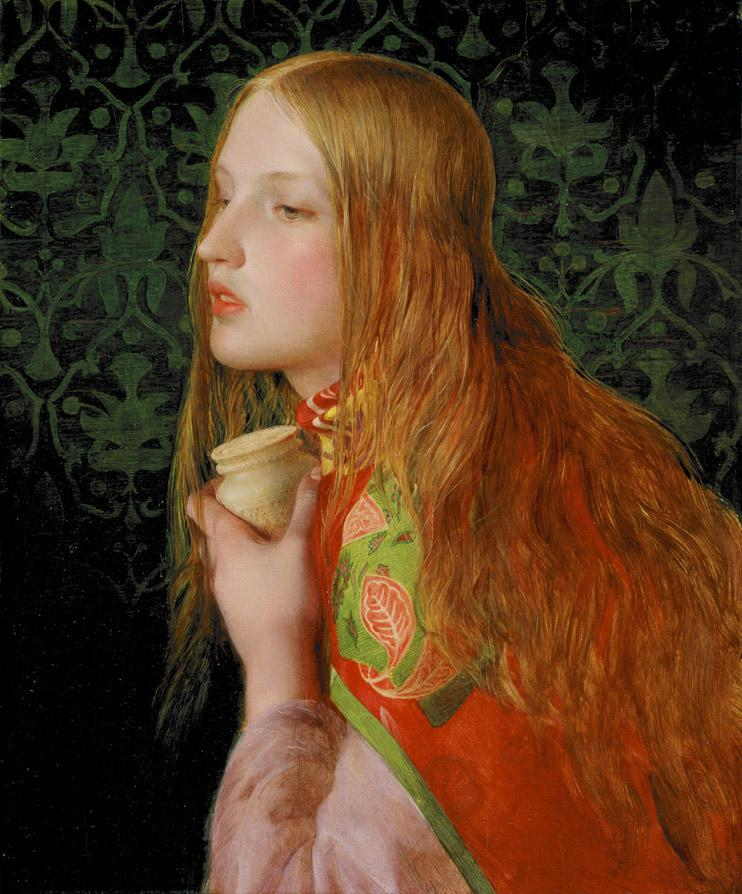
マグダラのマリアは、アンソニー・フレデリック・オーガスタス・サンズによるこの1859年の絵画のように、一般的に長い赤毛で描かれている

通常、「赤茶色」や「赤褐色」と訳されるヘブライ語の語（admoni אדמוני、語根ADM אדםから、アダムとエドムも参照）は、エサウとダビデの両方を表すために使われていた。
マグダラのマリアの髪の色についての記述は聖書に記載されていないが、初期の彼女の芸術的な表現では、通常、赤い髪の毛が長く流れるように描かれており、その色は古代の顔料の劣化による影響である可能性がある。
イスカリオテのユダは、スペインの文化やウィリアム・シェイクスピア作品にも赤毛で表され、否定的なステレオタイプを強化している。